# Cleidogona caesioannulata
Cleidogona caesioannulata är en mångfotingart som först beskrevs av Charles Thorold Wood 1865.  Cleidogona caesioannulata ingår i släktet Cleidogona och familjen Cleidogonidae. Inga underarter finns listade i Catalogue of Life.